# Beautiful Boxer
Beautiful Boxer (Thai: บิวตี้ฟูล บ๊อกเซอร์) è un film del 2003 diretto da Ekachai Uekrongtham.

## Trama
Nong Thoom in tutte le tappe più importanti della sua vita, a partire dal momento in cui, ancora adolescente, scopre che preferisce indossare abiti femminili e truccarsi. Nel contempo inizia la sua carriera di pugile, giungendo fino in cima alla sua categoria: la sua bravura, oltre allo stile personale aggraziato, portano a Nong Thoom fama e notorietà.

## Produzione
Narra la vicenda sportiva ed esistenziale di un kathoey (termine in lingua thailandese che indica una persona transgender da uomo a donna o un omosessuale effeminato) poi divenuto donna, e del rapporto tra la sua condizione intima e la famiglia, la società in generale e il mondo sportivo ove svolge il suo lavoro di pugile professionista.

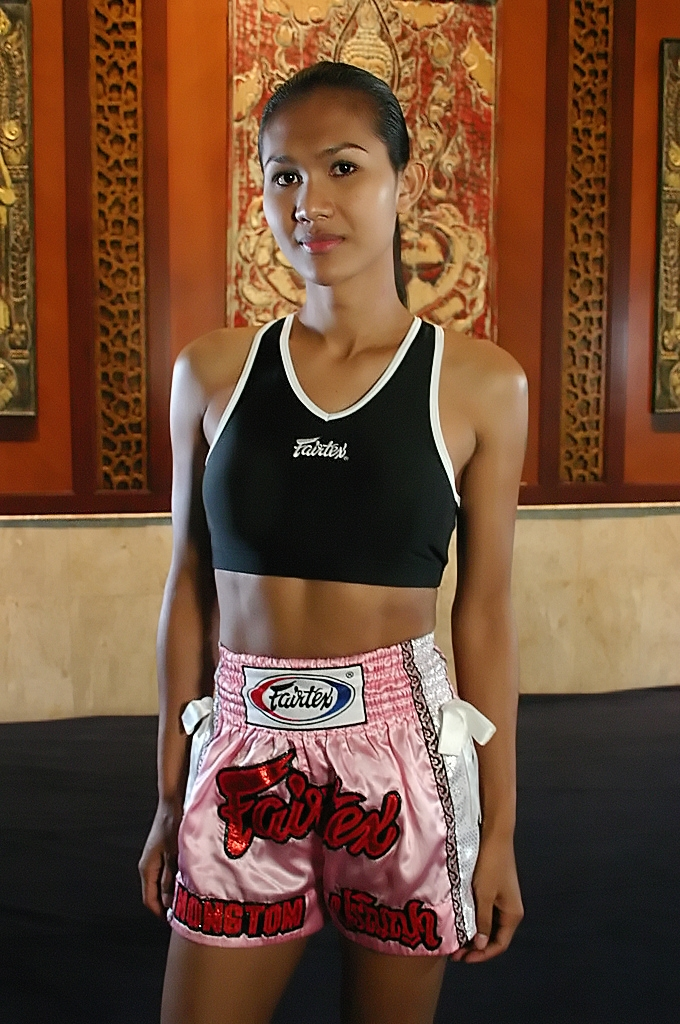
La vera Nong Thoom (Parinya Charoenphol), la cui vita è stata ritratta nel film, mentre si allena in palestra a Bangkok.

Il film è basato sulla storia vera di Parinya Charoenphol, meglio nota come Nong Thoom, una famosa boxeur transessuale thailandese, poi anche attrice e modella. Trasmesso immediatamente in Germania nel 2004, è uscito anche in Italia in DVD.

## Riconoscimenti
- 2004 - Torino Gay & Lesbian Film Festival
  - Miglior lungometraggio